# 橋本星哉
橋本星哉（日语：／，2000年9月18日—）是一名出生於日本兵庫縣加古川市的職業棒球選手，效力於日本職棒東京養樂多燕子，主要守備位置為捕手。

## 個人情報

### 背號
- 023（2023年－）

## 外部連結
- 橋本星哉在日本職棒（英语）